# Apomecyna
Apomecyna is een kevergeslacht uit de familie van de boktorren (Cerambycidae). De wetenschappelijke naam van het geslacht werd voor het eerst geldig gepubliceerd in 1829 door Latreille.

## Soorten
Apomecyna omvat de volgende soorten:
- Apomecyna crassiuscula (Fairmaire, 1896)
- Apomecyna grandis Schwarzer, 1929
- Apomecyna guttifera (Lacordaire, 1872)
- Apomecyna nivipicta (Fairmaire, 1901)
- Apomecyna acutipennis Kolbe, 1893
- Apomecyna adspersaria Breuning, 1942
- Apomecyna alboannulata Breuning, 1938
- Apomecyna albovaria Breuning, 1954
- Apomecyna angolensis Breuning, 1950
- Apomecyna atomaria Pascoe, 1858
- Apomecyna binubila Pascoe, 1858
- Apomecyna bisignata Breuning, 1952
- Apomecyna bivittata Breuning, 1938
- Apomecyna bizonata Breuning, 1969
- Apomecyna borneotica Breuning, 1982
- Apomecyna bremeri Breuning, 1982
- Apomecyna brunnea Hintz, 1919
- Apomecyna cavifrons Thomson, 1868
- Apomecyna ceylonica Breuning, 1938
- Apomecyna cochinchinensis Breuning, 1982
- Apomecyna collarti Breuning, 1948
- Apomecyna corrugata Breuning, 1938
- Apomecyna cretacea (Hope, 1831)
- Apomecyna curticornis Breuning, 1960
- Apomecyna densemaculata Breuning, 1938
- Apomecyna endroedyi Breuning, 1972
- Apomecyna excavata Breuning, 1938
- Apomecyna excavatipennis Breuning, 1969
- Apomecyna fallaciosa Breuning, 1938
- Apomecyna flavoguttulata Aurivillius, 1916
- Apomecyna flavomarmorata Breuning, 1938
- Apomecyna flavovittata Chiang, 1963
- Apomecyna gracillima (Breuning, 1938)
- Apomecyna hauseri Breuning, 1960
- Apomecyna histrio (Fabricius, 1793)
- Apomecyna holorufipennis Breuning, 1977
- Apomecyna kochi Breuning, 1962
- Apomecyna lameerei (Pic, 1895)
- Apomecyna latefasciata Quedenfeldt, 1885
- Apomecyna leleupi Breuning, 1960
- Apomecyna leucosticta (Hope, 1831)
- Apomecyna longicollis Pic, 1925
- Apomecyna longipennis Thomson, 1858
- Apomecyna luteomaculata (Pic, 1925)
- Apomecyna luzonica Breuning, 1938
- Apomecyna mindanaonis Breuning, 1980
- Apomecyna minima Breuning, 1938
- Apomecyna naevia Bates, 1873
- Apomecyna nigritarsis Gahan, 1900
- Apomecyna nigroapicalis Aurivillius, 1907
- Apomecyna nimbae Lepesme & Breuning, 1952
- Apomecyna obliquata Klug, 1833
- Apomecyna obliquevitticollis Breuning, 1968
- Apomecyna papuana Breuning, 1943
- Apomecyna paraguttifera Breuning, 1977
- Apomecyna parisii (Breuning, 1940)
- Apomecyna parumpunctata Chevrolat, 1856
- Apomecyna porphyrea Montrouzier, 1855
- Apomecyna proxima Breuning, 1938
- Apomecyna quadrisignata Quedenfeldt, 1885
- Apomecyna quadristicta Kolbe, 1894
- Apomecyna reducta Breuning, 1939
- Apomecyna rufipennis Pic, 1935
- Apomecyna rufomarmorata Breuning, 1973
- Apomecyna salomonum Breuning, 1938
- Apomecyna saltator (Fabricius, 1787)
- Apomecyna sarasinorum Heller, 1916
- Apomecyna scalaris Audinet-Serville, 1835
- Apomecyna scorteccii Breuning, 1968
- Apomecyna semihistrio Kusama & Takakuwa, 1984
- Apomecyna somaliensis Breuning, 1948
- Apomecyna stramentosa Breuning, 1938
- Apomecyna subcavifrons Breuning, 1954
- Apomecyna tigrina Thomson, 1857
- Apomecyna trifasciata Quedenfeldt, 1883
- Apomecyna triseriata Aurivillius, 1907
- Apomecyna usambarica Breuning, 1961
- Apomecyna vaneyeni Breuning, 1952
- Apomecyna varia Blanchard, 1851
- Apomecyna vitticollis Breuning, 1939